# Отель Континенталь (Осло)
Отель Континенталь (норв. Hotel Continental) — отель, расположенный по адресу Stortingsgaten 24–26, в норвежском городе Осло. Он расположен через дорогу от Национального театра.

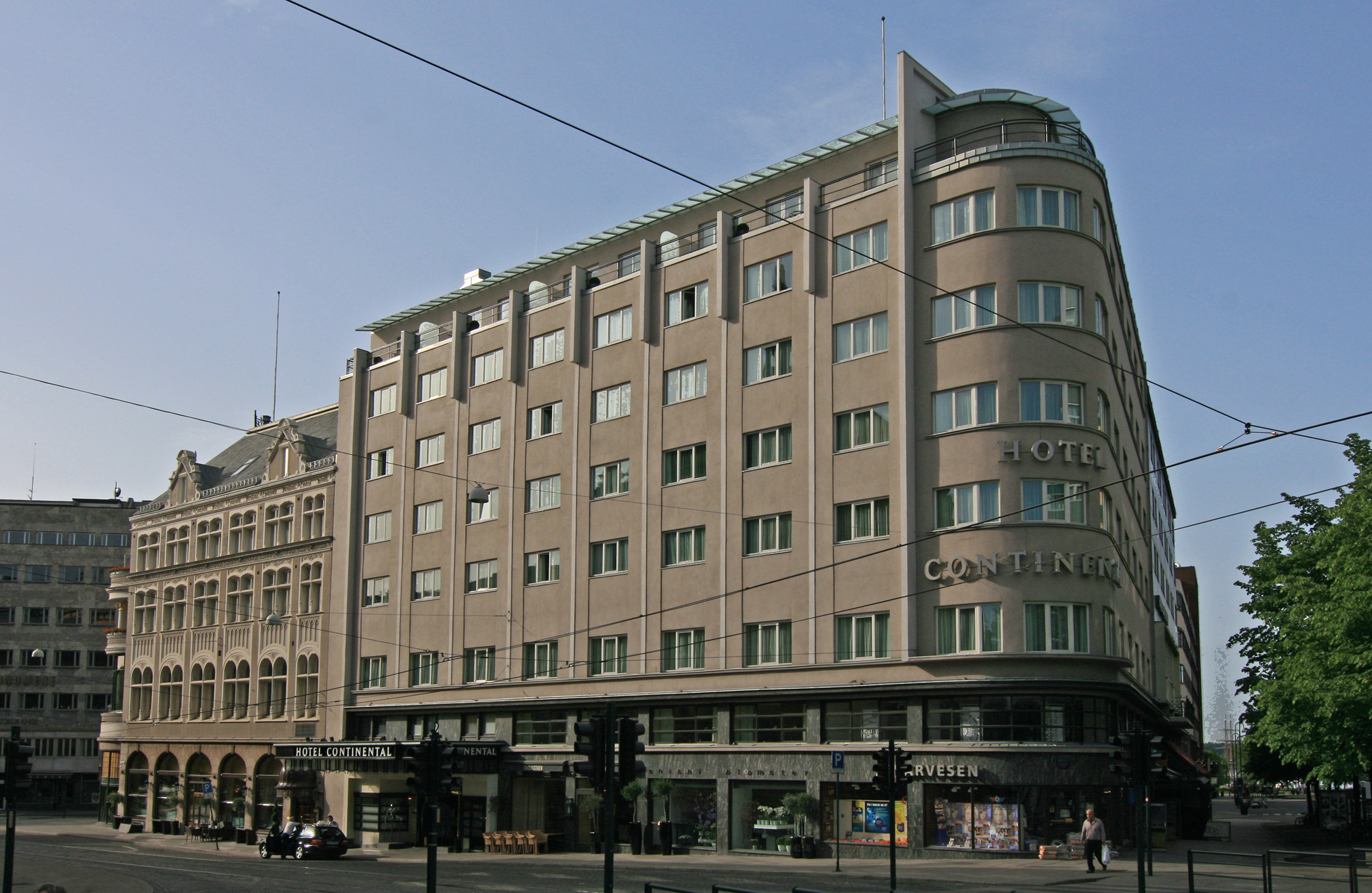
Отель Континенталь

## История
Отель Континенталь и Театральное кафе (Theatercaféen) открылись в 1900 году, сразу после открытия Национального театра. Первоначально предприятие принадлежало пивоварне Foss Brewery (Foss Bryggeri), но им управляли четырьмя разными арендаторами. Кэролайн Боман Хансен (1860–1956) и Кристиан Боман Хансен (1868–1915) взяли на себя аренду в 1909 году, и всего через три года они смогли купить заведение. В 1932 и 1961 годах, соответственно, отель и ресторан были расширены. На протяжении четырех поколений одна и та же семья строила и развивала отель и ресторан. Элизабет Каролайн Брохманн является владельцем в четвертом поколении. В 1985 году она взяла на себя управление отелем от своей матери Эллен Брохманн.
После ремонта завершённого в 2020 году отель Континенталь предлагал посетителям 151 индивидуально обставленный номер. Отель соответствует международным стандартам и является единственным норвежским членом The Leading Hotels of the World. Кроме того, в отеле есть конференц-зал и банкетный зал вместимостью до 300 человек. Ресторан Theatrecaféen является частью заведения. В 2016 году рестораном изысканной кухни Eik Annen Etage управлял известный шеф-повар Оле Джонни Эйкефьорд в партнерстве с инвестором Петтером Стордаленом. Позже шеф-поваром стал Stig Drageide
В отеле Континенталь имеется обширная коллекция произведений искусства. В лобби-баре представлена большая коллекция гравюр Эдварда Мунка.